# Eusebio di Milano
Eusebio (Milano, ... – Milano, 462) fu arcivescovo di Milano dal 449 fino alla sua morte.
È venerato come santo dalla Chiesa cattolica che lo ricorda l'8 agosto.

## Biografia
Eusebio è storicamente documentato nel 451, quando accolse i legati pontifici, il vescovo di Como Abbondio e il prete milanese Senatore, di ritorno da una missione a Costantinopoli. Questi erano portatori di una lettera di papa Leone I che incaricava Eusebio, episcopus Mediolanensis, di indire un concilio per ascoltare il rapporto dei legati sulla loro missione in Oriente e per sottoscrivere il tomo inviato dal pontefice a Flaviano di Costantinopoli con il quale Leone I condannava il monaco Eutiche ed esprimeva la sua teologia sull'unione ipostatica delle due nature in Cristo.
Eusebio convocò allora un concilio, verosimilmente a Milano, nell'estate del 451, e prima dell'inizio del concilio di Calcedonia, dove presero parte venti vescovi. Durante la riunione venne letta la missiva di papa Leone, furono ascoltati i legati pontifici sulla loro missione a Costantinopoli e fu letto il tomus ad Flavianum. Al termine venne redatta una lettera sinodale che descrive lo svolgimento del concilio milanese e sottoscritta da tutti i vescovi presenti, dove al primo posto figura il vescovo Eusebio; con le sottoscrizioni, i vescovi approvavano la teologia espressa nel tomus, dichiarandola conforme alle Sacre Scritture, e pronunciavano gli anatemi contro coloro che seguivano una dottrina diversa.
Secondo un'iscrizione, risalente forse all'VIII secolo, trovata a Milano nella chiesa di Santa Tecla, ad Eusebio è da attribuire la ricostruzione dell'Ecclesia Maior (in seguito Santa Tecla), cattedrale della città, distrutta dalle fiamme probabilmente in occasione del sacco operato dagli Unni di Attila nel 452.
Il vescovo milanese Eusebio è probabilmente da identificare con l'omonimo vescovo che, secondo le aggiunte alla Chronica di Prospero, consacrò vescovo di Piacenza nel 456 l'ex imperatore Avito.
Ad Eusebio è dedicato uno dei Carmina di Magno Felice Ennodio, scritti prima del 521, nel quale il vescovo di Pavia qualifica Eusebio come amicus Dei e lo celebra per la sua carità, la sua pietà e il suo senso di giustizia.
Secondo un antico Catalogus archiepiscoporum Mediolanensium, l'episcopato di Eusebio durò 17 anni tra gli episcopati di Lazzaro e di Geronzio; tradizionalmente però il suo governo è collocato tra il 449 e il 462. Lo stesso Catalogus riferisce che Eusebio fu sepolto il 9 agosto di un anno sconosciuto nella chiesa di San Lorenzo. Secondo una tardiva tradizione, che non ha fondamenti storici, Eusebio viene associato all'aristocratica famiglia milanese dei Pagani.